# Eleições parlamentares europeias de 1989 no distrito de Aveiro
| Eleições parlamentares europeias de 1989 Distritos: Aveiro \| Beja \| Braga \| Bragança \| Castelo Branco \| Coimbra \| Évora \| Faro \| Guarda \| Leiria \| Lisboa \| Portalegre \| Porto \| Santarém \| Setúbal \| Viana do Castelo \| Vila Real \| Viseu \| Açores \| Madeira \| Estrangeiro |

## Resultados por concelho
Os resultados nos concelhos do Distrito de Aveiro foram os seguintes:

### Águeda
| Partido                 | Partido                         | Votos  | %               | +/-   |
| ----------------------- | ------------------------------- | ------ | --------------- | ----- |
|                         | Partido Social Democrata        | 5 857  | 38,37 / 100,00  | 1,17  |
|                         | Partido Socialista              | 4 095  | 26,83 / 100,00  | 5,35  |
|                         | Centro Democrático Social       | 3 148  | 20,63 / 100,00  | 5,95  |
|                         | Coligação Democrática Unitária  | 963    | 6,31 / 100,00   | 1,83  |
|                         | Partido Popular Monárquico      | 218    | 1,43 / 100,00   | 0,50  |
|                         | Partido da Democracia Cristã    | 170    | 1,11 / 100,00   | 0,52  |
|                         | Movimento Democrático Português | 152    | 1,00 / 100,00   | 0,66  |
|                         | Outros (com menos de 1,00%)     | 256    | 1,67 / 100,00   |       |
| Votos Inválidos         | Votos Inválidos                 | 404    | 2,65 / 100,00   | 0,22  |
| Total                   | Total                           | 15 263 | 100,00 / 100,00 |       |
| Eleitorado/Participação | Eleitorado/Participação         | 35 717 | 42,73 / 100,00  | 28,38 |

### Albergaria-a-Velha
| Partido                 | Partido                        | Votos  | %               | +/-   |
| ----------------------- | ------------------------------ | ------ | --------------- | ----- |
|                         | Partido Social Democrata       | 3 307  | 41,45 / 100,00  | 4,78  |
|                         | Partido Socialista             | 1 913  | 23,98 / 100,00  | 5,29  |
|                         | Centro Democrático Social      | 1 804  | 22,61 / 100,00  | 1,98  |
|                         | Coligação Democrática Unitária | 286    | 3,58 / 100,00   | 0,91  |
|                         | Partido Popular Monárquico     | 120    | 1,50 / 100,00   | 0,05  |
|                         | Partido da Democracia Cristã   | 106    | 1,33 / 100,00   | 0,66  |
|                         | Outros (com menos de 1,00%)    | 224    | 2,81 / 100,00   |       |
| Votos Inválidos         | Votos Inválidos                | 218    | 2,73 / 100,00   | 0,35  |
| Total                   | Total                          | 7 978  | 100,00 / 100,00 |       |
| Eleitorado/Participação | Eleitorado/Participação        | 17 342 | 46,00 / 100,00  | 28,37 |

### Anadia
| Partido                 | Partido                        | Votos  | %               | +/-   |
| ----------------------- | ------------------------------ | ------ | --------------- | ----- |
|                         | Partido Social Democrata       | 5 413  | 47,31 / 100,00  | 0,51  |
|                         | Centro Democrático Social      | 2 473  | 21,61 / 100,00  | 3,77  |
|                         | Partido Socialista             | 2 339  | 20,44 / 100,00  | 2,26  |
|                         | Coligação Democrática Unitária | 325    | 2,84 / 100,00   | 0,75  |
|                         | Partido Popular Monárquico     | 215    | 1,88 / 100,00   | 0,06  |
|                         | Outros (com menos de 1,00%)    | 333    | 2,91 / 100,00   |       |
| Votos Inválidos         | Votos Inválidos                | 344    | 3,01 / 100,00   | 0,02  |
| Total                   | Total                          | 11 442 | 100,00 / 100,00 |       |
| Eleitorado/Participação | Eleitorado/Participação        | 24 990 | 45,79 / 100,00  | 26,78 |

### Arouca
| Partido                 | Partido                         | Votos  | %               | +/-   |
| ----------------------- | ------------------------------- | ------ | --------------- | ----- |
|                         | Partido Social Democrata        | 4 570  | 50,54 / 100,00  | 5,10  |
|                         | Centro Democrático Social       | 1 968  | 21,77 / 100,00  | 0,89  |
|                         | Partido Socialista              | 1 484  | 16,41 / 100,00  | 3,66  |
|                         | Coligação Democrática Unitária  | 188    | 2,08 / 100,00   | 0,63  |
|                         | Partido Popular Monárquico      | 174    | 1,92 / 100,00   | 0,27  |
|                         | Partido da Democracia Cristã    | 143    | 1,58 / 100,00   | 0,83  |
|                         | Movimento Democrático Português | 126    | 1,39 / 100,00   | 0,99  |
|                         | Outros (com menos de 1,00%)     | 157    | 1,74 / 100,00   |       |
| Votos Inválidos         | Votos Inválidos                 | 232    | 2,57 / 100,00   | 0,02  |
| Total                   | Total                           | 9 042  | 100,00 / 100,00 |       |
| Eleitorado/Participação | Eleitorado/Participação         | 18 816 | 48,05 / 100,00  | 26,46 |

### Aveiro
| Partido                 | Partido                         | Votos  | %               | +/-   |
| ----------------------- | ------------------------------- | ------ | --------------- | ----- |
|                         | Partido Social Democrata        | 8 859  | 35,31 / 100,00  | 3,95  |
|                         | Centro Democrático Social       | 6 337  | 25,26 / 100,00  | 2,25  |
|                         | Partido Socialista              | 5 824  | 23,21 / 100,00  | 3,69  |
|                         | Coligação Democrática Unitária  | 1 450  | 5,78 / 100,00   | 1,71  |
|                         | Partido Popular Monárquico      | 648    | 2,58 / 100,00   | 0,73  |
|                         | Movimento Democrático Português | 431    | 1,72 / 100,00   | 1,15  |
|                         | Partido da Democracia Cristã    | 289    | 1,15 / 100,00   | 0,66  |
|                         | Outros (com menos de 1,00%)     | 515    | 2,05 / 100,00   |       |
| Votos Inválidos         | Votos Inválidos                 | 738    | 2,94 / 100,00   | 0,68  |
| Total                   | Total                           | 25 091 | 100,00 / 100,00 |       |
| Eleitorado/Participação | Eleitorado/Participação         | 50 416 | 49,77 / 100,00  | 25,96 |

### Castelo de Paiva
| Partido                 | Partido                         | Votos  | %               | +/-     |
| ----------------------- | ------------------------------- | ------ | --------------- | ------- |
|                         | Partido Social Democrata        | 2 717  | 43,68 / 100,00  | 4,84    |
|                         | Partido Socialista              | 2 232  | 35,88 / 100,00  | 8,23    |
|                         | Centro Democrático Social       | 675    | 10,85 / 100,00  | 2,66    |
|                         | Coligação Democrática Unitária  | 194    | 3,12 / 100,00   | 0,53    |
|                         | Movimento Democrático Português | 64     | 1,03 / 100,00   | 0,72    |
|                         | Outros (com menos de 1,00%)     | 206    | 3,31 / 100,00   |         |
| Votos Inválidos         | Votos Inválidos                 | 132    | 2,12 / 100,00   | Estável |
| Total                   | Total                           | 6 220  | 100,00 / 100,00 |         |
| Eleitorado/Participação | Eleitorado/Participação         | 12 835 | 48,46 / 100,00  | 28,73   |

### Espinho
| Partido                 | Partido                         | Votos  | %               | +/-   |
| ----------------------- | ------------------------------- | ------ | --------------- | ----- |
|                         | Partido Social Democrata        | 5 457  | 34,69 / 100,00  | 0,91  |
|                         | Partido Socialista              | 5 039  | 32,04 / 100,00  | 3,71  |
|                         | Coligação Democrática Unitária  | 1 958  | 12,45 / 100,00  | 3,10  |
|                         | Centro Democrático Social       | 1 937  | 12,31 / 100,00  | 4,44  |
|                         | Partido Popular Monárquico      | 323    | 2,05 / 100,00   | 1,14  |
|                         | Movimento Democrático Português | 209    | 1,33 / 100,00   | 0,88  |
|                         | Outros (com menos de 1,00%)     | 373    | 2,36 / 100,00   |       |
| Votos Inválidos         | Votos Inválidos                 | 433    | 2,75 / 100,00   | 0,82  |
| Total                   | Total                           | 15 729 | 100,00 / 100,00 |       |
| Eleitorado/Participação | Eleitorado/Participação         | 26 992 | 58,27 / 100,00  | 22,61 |

### Estarreja
| Partido                 | Partido                         | Votos  | %               | +/-   |
| ----------------------- | ------------------------------- | ------ | --------------- | ----- |
|                         | Partido Social Democrata        | 4 792  | 46,53 / 100,00  | 1,93  |
|                         | Partido Socialista              | 2 215  | 21,51 / 100,00  | 5,34  |
|                         | Centro Democrático Social       | 1 645  | 15,97 / 100,00  | 1,47  |
|                         | Coligação Democrática Unitária  | 651    | 6,32 / 100,00   | 1,68  |
|                         | Partido Popular Monárquico      | 179    | 1,74 / 100,00   | 0,69  |
|                         | Movimento Democrático Português | 166    | 1,61 / 100,00   | 0,93  |
|                         | Outros (com menos de 1,00%)     | 311    | 3,01 / 100,00   |       |
| Votos Inválidos         | Votos Inválidos                 | 340    | 3,30 / 100,00   | 0,39  |
| Total                   | Total                           | 10 299 | 100,00 / 100,00 |       |
| Eleitorado/Participação | Eleitorado/Participação         | 21 073 | 48,87 / 100,00  | 23,95 |

### Ílhavo
| Partido                 | Partido                         | Votos  | %               | +/-   |
| ----------------------- | ------------------------------- | ------ | --------------- | ----- |
|                         | Partido Social Democrata        | 5 314  | 46,35 / 100,00  | 0,99  |
|                         | Partido Socialista              | 2 720  | 23,72 / 100,00  | 4,13  |
|                         | Centro Democrático Social       | 1 919  | 16,74 / 100,00  | 4,01  |
|                         | Coligação Democrática Unitária  | 529    | 4,61 / 100,00   | 0,98  |
|                         | Partido Popular Monárquico      | 188    | 1,64 / 100,00   | 0,46  |
|                         | Movimento Democrático Português | 139    | 1,21 / 100,00   | 0,80  |
|                         | Outros (com menos de 1,00%)     | 296    | 2,59 / 100,00   |       |
| Votos Inválidos         | Votos Inválidos                 | 361    | 3,15 / 100,00   | 0,83  |
| Total                   | Total                           | 11 466 | 100,00 / 100,00 |       |
| Eleitorado/Participação | Eleitorado/Participação         | 24 929 | 45,99 / 100,00  | 22,79 |

### Mealhada
| Partido                 | Partido                         | Votos  | %               | +/-   |
| ----------------------- | ------------------------------- | ------ | --------------- | ----- |
|                         | Partido Socialista              | 2 581  | 41,76 / 100,00  | 6,37  |
|                         | Partido Social Democrata        | 1 826  | 29,55 / 100,00  | 6,78  |
|                         | Centro Democrático Social       | 634    | 10,26 / 100,00  | 2,87  |
|                         | Coligação Democrática Unitária  | 513    | 8,30 / 100,00   | 2,03  |
|                         | Partido Popular Monárquico      | 95     | 1,54 / 100,00   | 0,17  |
|                         | Movimento Democrático Português | 87     | 1,41 / 100,00   | 1,13  |
|                         | Outros (com menos de 1,00%)     | 191    | 3,10 / 100,00   |       |
| Votos Inválidos         | Votos Inválidos                 | 253    | 4,09 / 100,00   | 0,95  |
| Total                   | Total                           | 6 180  | 100,00 / 100,00 |       |
| Eleitorado/Participação | Eleitorado/Participação         | 15 515 | 39,83 / 100,00  | 27,75 |

### Murtosa
| Partido                 | Partido                        | Votos | %               | +/-   |
| ----------------------- | ------------------------------ | ----- | --------------- | ----- |
|                         | Partido Social Democrata       | 2 230 | 63,77 / 100,00  | 4,40  |
|                         | Partido Socialista             | 529   | 15,13 / 100,00  | 4,82  |
|                         | Centro Democrático Social      | 395   | 11,30 / 100,00  | 0,85  |
|                         | Partido Popular Monárquico     | 41    | 1,17 / 100,00   | 0,33  |
|                         | Partido da Democracia Cristã   | 39    | 1,12 / 100,00   | 0,41  |
|                         | Coligação Democrática Unitária | 37    | 1,06 / 100,00   | 0,40  |
|                         | Outros (com menos de 1,00%)    | 88    | 2,52 / 100,00   |       |
| Votos Inválidos         | Votos Inválidos                | 138   | 3,95 / 100,00   | 0,81  |
| Total                   | Total                          | 3 497 | 100,00 / 100,00 |       |
| Eleitorado/Participação | Eleitorado/Participação        | 7 740 | 45,18 / 100,00  | 20,47 |

### Oliveira de Azeméis
| Partido                 | Partido                         | Votos  | %               | +/-   |
| ----------------------- | ------------------------------- | ------ | --------------- | ----- |
|                         | Partido Social Democrata        | 9 813  | 42,21 / 100,00  | 3,25  |
|                         | Partido Socialista              | 6 251  | 26,89 / 100,00  | 4,19  |
|                         | Centro Democrático Social       | 4 305  | 18,52 / 100,00  | 0,67  |
|                         | Coligação Democrática Unitária  | 885    | 3,81 / 100,00   | 0,66  |
|                         | Partido Popular Monárquico      | 465    | 2,00 / 100,00   | 0,13  |
|                         | Movimento Democrático Português | 269    | 1,16 / 100,00   | 0,82  |
|                         | Outros (com menos de 1,00%)     | 629    | 2,70 / 100,00   |       |
| Votos Inválidos         | Votos Inválidos                 | 630    | 2,71 / 100,00   | 0,57  |
| Total                   | Total                           | 23 247 | 100,00 / 100,00 |       |
| Eleitorado/Participação | Eleitorado/Participação         | 49 713 | 46,76 / 100,00  | 28,45 |

### Oliveira do Bairro
| Partido                 | Partido                        | Votos  | %               | +/-   |
| ----------------------- | ------------------------------ | ------ | --------------- | ----- |
|                         | Partido Social Democrata       | 3 748  | 47,72 / 100,00  | 5,56  |
|                         | Centro Democrático Social      | 2 796  | 35,60 / 100,00  | 4,71  |
|                         | Partido Socialista             | 784    | 9,98 / 100,00   | 1,11  |
|                         | Coligação Democrática Unitária | 92     | 1,17 / 100,00   | 0,19  |
|                         | Partido Popular Monárquico     | 82     | 1,04 / 100,00   | 0,17  |
|                         | Outros (com menos de 1,00%)    | 207    | 2,64 / 100,00   |       |
| Votos Inválidos         | Votos Inválidos                | 145    | 1,85 / 100,00   | 0,82  |
| Total                   | Total                          | 7 854  | 100,00 / 100,00 |       |
| Eleitorado/Participação | Eleitorado/Participação        | 15 144 | 51,86 / 100,00  | 23,97 |

### Ovar
| Partido                 | Partido                         | Votos  | %               | +/-   |
| ----------------------- | ------------------------------- | ------ | --------------- | ----- |
|                         | Partido Social Democrata        | 5 998  | 35,96 / 100,00  | 2,34  |
|                         | Partido Socialista              | 5 359  | 32,13 / 100,00  | 5,39  |
|                         | Centro Democrático Social       | 1 838  | 11,02 / 100,00  | 3,67  |
|                         | Coligação Democrática Unitária  | 1 749  | 10,49 / 100,00  | 2,81  |
|                         | Partido Popular Monárquico      | 335    | 2,01 / 100,00   | 0,65  |
|                         | União Democrática Popular       | 300    | 1,80 / 100,00   | 0,89  |
|                         | Movimento Democrático Português | 282    | 1,69 / 100,00   | 1,26  |
|                         | Partido da Democracia Cristã    | 171    | 1,03 / 100,00   | 0,42  |
|                         | Outros (com menos de 1,00%)     | 215    | 1,30 / 100,00   |       |
| Votos Inválidos         | Votos Inválidos                 | 431    | 2,58 / 100,00   | 0,31  |
| Total                   | Total                           | 16 678 | 100,00 / 100,00 |       |
| Eleitorado/Participação | Eleitorado/Participação         | 35 613 | 46,83 / 100,00  | 24,23 |

### Santa Maria da Feira
| Partido                 | Partido                        | Votos  | %               | +/-   |
| ----------------------- | ------------------------------ | ------ | --------------- | ----- |
|                         | Partido Socialista             | 17 076 | 36,77 / 100,00  | 4,25  |
|                         | Partido Social Democrata       | 16 901 | 36,39 / 100,00  | 5,15  |
|                         | Centro Democrático Social      | 6 740  | 14,51 / 100,00  | 0,10  |
|                         | Coligação Democrática Unitária | 2 416  | 5,20 / 100,00   | 1,43  |
|                         | Partido Popular Monárquico     | 605    | 1,30 / 100,00   | 0,30  |
|                         | Outros (com menos de 1,00%)    | 1 530  | 3,29 / 100,00   |       |
| Votos Inválidos         | Votos Inválidos                | 1 175  | 2,53 / 100,00   | 0,69  |
| Total                   | Total                          | 46 443 | 100,00 / 100,00 |       |
| Eleitorado/Participação | Eleitorado/Participação        | 86 952 | 53,41 / 100,00  | 22,18 |

### São João da Madeira
| Partido                 | Partido                         | Votos  | %               | +/-   |
| ----------------------- | ------------------------------- | ------ | --------------- | ----- |
|                         | Partido Socialista              | 2 460  | 31,64 / 100,00  | 3,52  |
|                         | Partido Social Democrata        | 2 266  | 29,14 / 100,00  | 2,03  |
|                         | Centro Democrático Social       | 1 752  | 22,53 / 100,00  | 1,07  |
|                         | Coligação Democrática Unitária  | 594    | 7,64 / 100,00   | 1,72  |
|                         | Partido Popular Monárquico      | 215    | 2,76 / 100,00   | 0,88  |
|                         | Movimento Democrático Português | 101    | 1,30 / 100,00   | 1,05  |
|                         | Outros (com menos de 1,00%)     | 188    | 2,42 / 100,00   |       |
| Votos Inválidos         | Votos Inválidos                 | 200    | 2,57 / 100,00   | 0,81  |
| Total                   | Total                           | 7 776  | 100,00 / 100,00 |       |
| Eleitorado/Participação | Eleitorado/Participação         | 14 839 | 52,40 / 100,00  | 25,41 |

### Sever do Vouga
| Partido                 | Partido                         | Votos  | %               | +/-   |
| ----------------------- | ------------------------------- | ------ | --------------- | ----- |
|                         | Partido Social Democrata        | 2 741  | 48,50 / 100,00  | 4,19  |
|                         | Centro Democrático Social       | 1 407  | 24,89 / 100,00  | 1,05  |
|                         | Partido Socialista              | 862    | 15,25 / 100,00  | 2,60  |
|                         | Coligação Democrática Unitária  | 121    | 2,14 / 100,00   | 0,65  |
|                         | Partido da Democracia Cristã    | 93     | 1,65 / 100,00   | 1,48  |
|                         | Movimento Democrático Português | 86     | 1,52 / 100,00   | 0,89  |
|                         | Partido Popular Monárquico      | 82     | 1,45 / 100,00   | 0,31  |
|                         | Outros (com menos de 1,00%)     | 75     | 1,25 / 100,00   |       |
| Votos Inválidos         | Votos Inválidos                 | 189    | 3,34 / 100,00   | 0,77  |
| Total                   | Total                           | 5 652  | 100,00 / 100,00 |       |
| Eleitorado/Participação | Eleitorado/Participação         | 11 201 | 50,46 / 100,00  | 28,90 |

### Vagos
| Partido                 | Partido                     | Votos  | %               | +/-   |
| ----------------------- | --------------------------- | ------ | --------------- | ----- |
|                         | Partido Social Democrata    | 4 364  | 56,99 / 100,00  | 3,08  |
|                         | Centro Democrático Social   | 2 101  | 27,44 / 100,00  | 0,30  |
|                         | Partido Socialista          | 677    | 8,84 / 100,00   | 1,84  |
|                         | Partido Popular Monárquico  | 88     | 1,15 / 100,00   | 0,02  |
|                         | Outros (com menos de 1,00%) | 234    | 3,06 / 100,00   |       |
| Votos Inválidos         | Votos Inválidos             | 194    | 2,53 / 100,00   | 0,21  |
| Total                   | Total                       | 7 658  | 100,00 / 100,00 |       |
| Eleitorado/Participação | Eleitorado/Participação     | 15 029 | 50,95 / 100,00  | 23,60 |

### Vale de Cambra
| Partido                 | Partido                        | Votos  | %               | +/-   |
| ----------------------- | ------------------------------ | ------ | --------------- | ----- |
|                         | Partido Social Democrata       | 3 501  | 34,64 / 100,00  | 12,11 |
|                         | Centro Democrático Social      | 2 940  | 29,09 / 100,00  | 3,62  |
|                         | Partido Socialista             | 2 230  | 22,06 / 100,00  | 5,12  |
|                         | Coligação Democrática Unitária | 254    | 2,51 / 100,00   | 0,64  |
|                         | Partido Popular Monárquico     | 233    | 2,31 / 100,00   | 0,27  |
|                         | Partido da Democracia Cristã   | 137    | 1,36 / 100,00   | 0,67  |
|                         | Outros (com menos de 1,00%)    | 360    | 3,56 / 100,00   |       |
| Votos Inválidos         | Votos Inválidos                | 453    | 4,48 / 100,00   | 1,75  |
| Total                   | Total                          | 10 108 | 100,00 / 100,00 |       |
| Eleitorado/Participação | Eleitorado/Participação        | 19 414 | 52,07 / 100,00  | 22,31 |